# Bombe atomique Mark 14
La bombe atomique Mark 14 est une arme thermonucléaire stratégique américaine mise au point dans les années 1950. C’est la première bombe à hydrogène à combustible solide déployée. Il s'agissait d'un modèle expérimental, et seules cinq bombes ont été produites début 1954. Un prototype a été testée en avril 1954 lors de l'essai nucléaire de Castle Union et avait une puissance de 6,9 Mt. La bombe est souvent désignée sous le nom de TX-14 (pour « experimental ») ou EC-14 (pour « Emergency Capability »). Elle a également été appelée « Alarm Clock », bien qu'elle n'ait rien à voir avec le modèle du même nom proposé plus tôt par Edward Teller et connu sous le nom de Sloika (Слойка en Russe), en Union soviétique.
Le combustible utilisé était du deutéride de lithium, isotope 6, enrichi à 95 %, qui était à l'époque très rare. Cette rareté etait l’élément à l'origine de son déploiement coûteux et difficile. L'essai de Castle Bravo à plus tard montré que l'isotope 7 du lithium non enrichi fonctionnait aussi bien que l'isotope 6 pour les réactions de fusion nucléaire.
La bombe mesurait 1,56 m de diamètre et 5,64 m de long. Elles pesaient entre 13 et 14 T et utilisaient un parachute de 20 m pour laisser le temps au bombardier et à son équipage de se retirer en toute sécurité avant l’explosion.
Chez la version testée à Castle Union, 5 MT de son rendement total provenaient de la fission, ce qui en faisait une arme très «sale ».
En 1956, l’ensemble des composants des cinq bombes Mark 14 produites, avaient été recyclés en Mark 17.

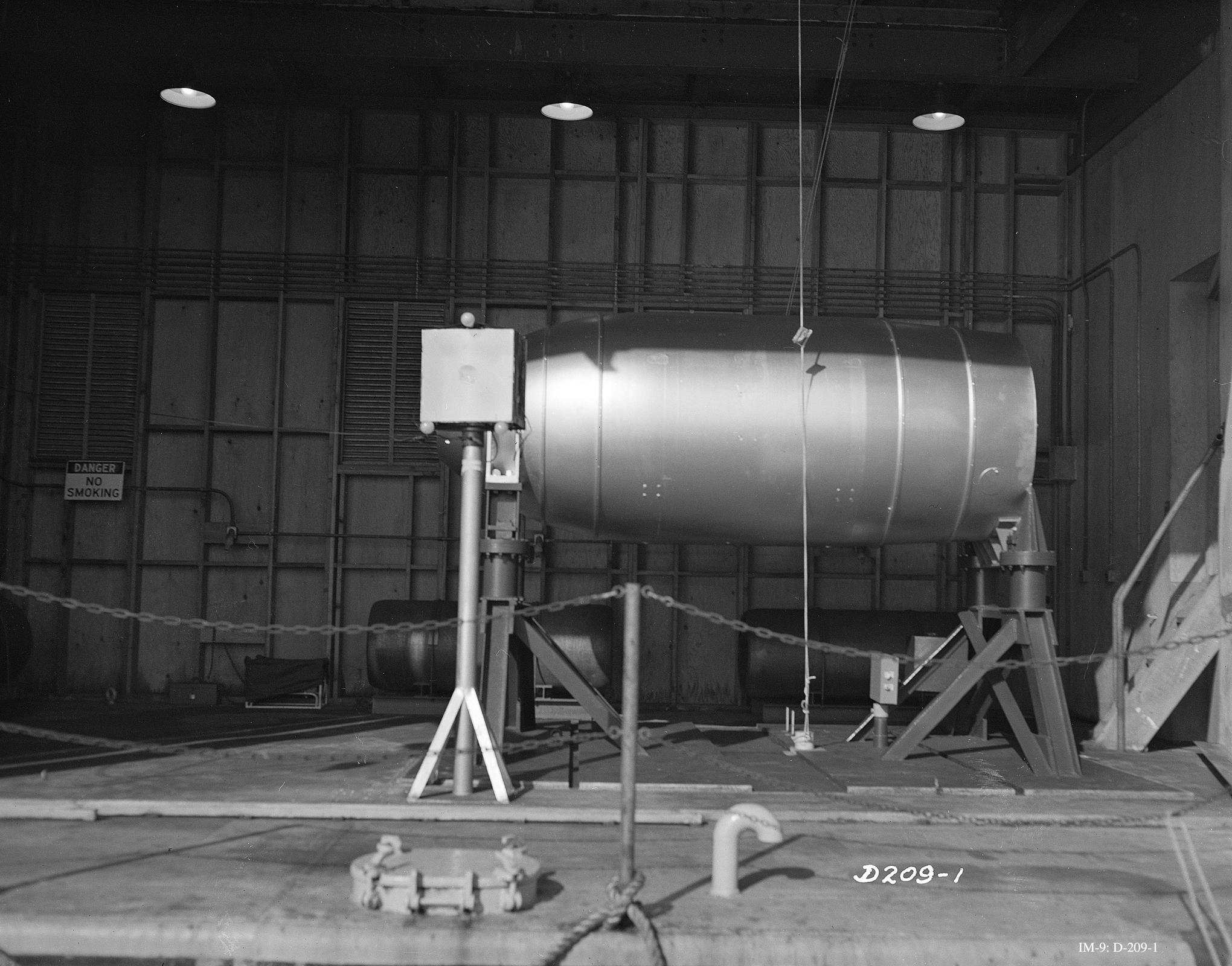
Une Mark 14 lors de l’opération Castle, probablement le teste Castle Union.
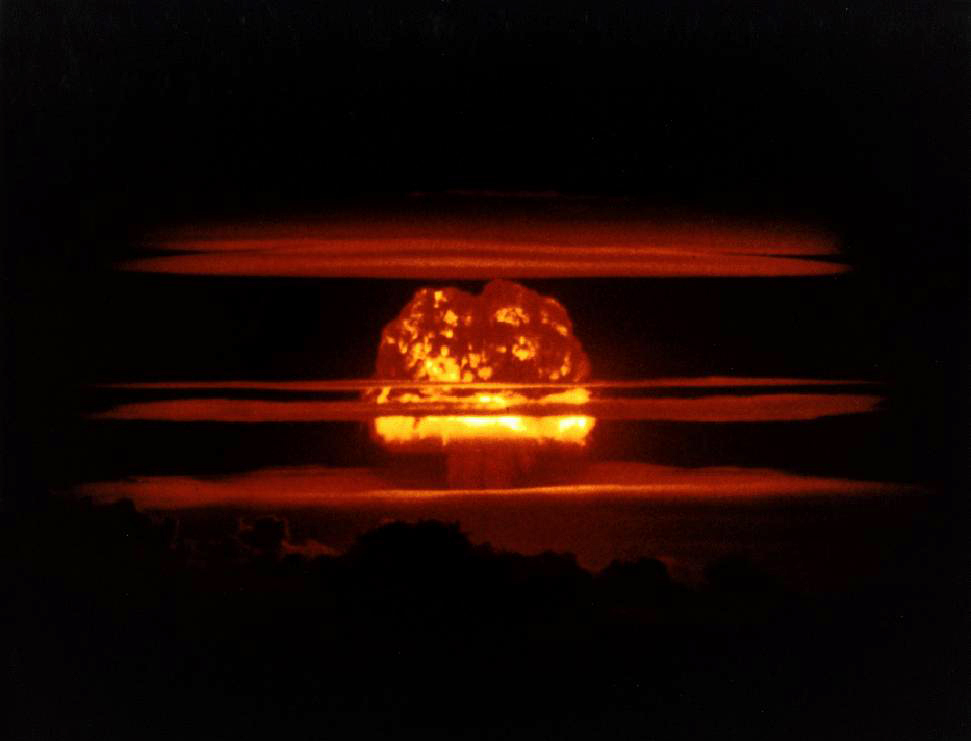
Photo de l’explosion d’une Mark 14 lors de l’essai Castle Union.